# پترا اشمیت شالر
پترا اشمیت شالر (انگلیسی: Petra Schmidt-Schaller؛ زادهٔ ۲۸ اوت ۱۹۸۰) یک هنرپیشه اهل آلمان است. 
از فیلم‌ها یا برنامه‌های تلویزیونی که وی در آنها نقش داشته‌است می‌توان به استریو اشاره کرد.